# Jedlina (województwo śląskie)
Jedlina – wieś w Polsce położona w województwie śląskim, w powiecie bieruńsko-lędzińskim, w gminie Bojszowy. We wsi znajduje się m.in. kościół św. Jana Nepomucena, sklep ogólnospożywczy i dom weselny. W Jedlinie rzeka Pszczynka uchodzi do Wisły.
W latach 1973–1977 w gminie Bojszowy (obejmującej 7 sołectw: Bojszowy, Jankowice, Jedlina, Międzyrzecze, Nowe Bojszowy, Studzienice i Świerczyniec). W latach 1977–1991 dzielnica Tychów. Od 2 kwietnia 1991 ponownie w reaktywowanej gminie Bojszowy (nie obejmującej już Jankowic i Studzienic).
W latach 1975–1998 miejscowość administracyjnie należała do województwa katowickiego.